# Loxsomataceae
Loxsomataceae C.Presl è una famiglia di piante dell'ordine Cyatheales.

## Descrizione
Le Loxsomataceae sono felci primitive rappresentate da due generi monotipici. Loxsoma cunninghamii cresce solo nella Nuova Zelanda settentrionale, mentre Loxsomopsis pearcei si trova lungo la catena montuosa delle Ande dalla Bolivia a nord fino alla Costa Rica. Si ritiene che la famiglia abbia una distribuzione relittuale, e cioè che le due specie moderne siano le uniche rimaste di un insieme precedentemente più vasto. Entrambe le specie hanno lunghi rizomi striscianti e foglie altamente divise. I sori sono racchiusi in indusi membranosi.

## Tassonomia
La famiglia comprende i seguenti generi:
- Loxsoma R.Br. ex Hook.
- Loxsomopsis Christ